# Ваїн Врх
45°09′ пн. ш. 15°20′ сх. д. / 45.15° пн. ш. 15.33° сх. д.
Ваїн Врх (хорв. Vajin Vrh) — населений пункт у Хорватії, у Карловацькій жупанії у складі громади Йосипдол.

## Населення
Населення за даними перепису 2011 року становило 22 осіб.
Динаміка чисельності населення поселення: